# Onorificenze irlandesi
Elenco delle onorificenze e degli ordini di merito e cavallereschi distribuiti dall'Irlanda.

## Regno d'Irlanda (sotto la sovranità britannica)

### Ordini cavallereschi
| Nastro | Onorificenza           |
| ------ | ---------------------- |
|        | Ordine di San Patrizio |

## Repubblica d'Irlanda

### Medaglie militari e di benemerenza
| Nastro | Onorificenza                            |
| ------ | --------------------------------------- |
|        | Medaglia militare di galanteria         |
|        | Distinguished service medal             |
|        | Good Conduct Medal                      |
|        | Service Medal                           |
|        | Service Medal FCÁ and SM                |
|        | Emergency Service Medal                 |
|        | Military Star                           |
|        | United Nations Peacekeepers Medal       |
|        | International Operational Service Medal |
|        | 1916 Centenary Commemorative Medal      |
|        | Medaglia dell'assedio di Jadotville     |